# Lunlun
Lunlun（日语： runrun */?，中國大陸官方譯作「侖侖」）  是日本的VTuber，隸屬於由ANYCOLOR管理的彩虹社，所屬组合為AYAKAKI （日语： Izureayamekakakitsubata） ，於2024年6月22日開始活動。
Lunlun的主要活動內容涵蓋聊天、遊戲實況、唱歌（包含饒舌）及朗讀書籍等，並在YouTube上進行直播或上傳影片。除了翻唱歌曲外，還擁有由自己作詞的音樂作品。在出道開始後不久，Lunlun因以動物VTuber的形象在團體內亮相而引起廣泛關注，並被多家媒體報導。
Lunlun的興趣包含閱讀和音樂。並與AYAKAKI及其他團體成員一起參與直播，尤其是前輩德比德比 · 德比魯。此外，她偏好辣妹風格。

## 角色
Lunlun自稱為「もうじゅう」，其特徵包括白色的身體和類似兔子耳朵的長耳，並且從頭部等部位冒出像狐火般的光芒。她的一人稱是「ちょま」，而對於聽眾則稱呼為。Lunlun也常被聽眾稱作「るんちょま」她的語言風格十分禮貌，時常使用敬語，並且表達清晰、詞彙豐富，語氣中帶有天真無邪的聲音。
Lunlun表示，在開始活動之前，她缺失一部分記憶。在接受《日經娛樂》的採訪時，Lunlun提到自己從某個地方掉落到地球，然後被收容到研究所中，因為会說話，所以她被移交到彩虹社，并開始VTuber的活動。她還提到在活動之前，她曾關注過一些彩虹社所屬的VTuber，包括周・力一與周央珊瑚。
Lunlun熱愛閱讀，在《日經娛樂》的訪談中，她提到她特別喜愛谷川俊太郎的作品，並提及村田沙耶香的《便利店人間》及朝井遼的《正欲》等書籍。在《Animage》雜誌的採訪中，她推薦了《地。-關於地球的運動-》这部漫畫。此外，她在首次直播中表示自己對音樂有濃厚的興趣，並提到她喜歡聆聽BUMP OF CHICKEN和amazarashi等日本搖滾樂團的音樂。
她對辣妹風格情有獨鍾。在《Animage》的採訪中，她表示「我很想被一群符合這种風格的彩虹社前輩們包圍！」。
作為一名经常被前輩和觀眾捉弄的角色，她在剛出道時對於觀眾表達的「想吃掉她」、「想打她」等对可愛的侵略行為感到困惑。此外，她经常與同為彩虹社的VTuber德比德比·德比魯一起進行直播。

## 活動
2023年11月17日，彩虹社的ANYCOLOR宣布將開展一項名為「虛擬才藝學院」（Virtual Talent Academy，簡稱VTA）的徵選計劃，並徵求新的候補生。同時，該公司還公開了「VTA吉祥物主播甄選」的活動，甄選時間自當日開始，至同年的12月11日結束。Lunlun是該次的甄選合格者之一 。
2024年6月22日，Lunlun以彩虹社單位AYAKAKI的成員身份出道。在當天開始在X平台（前Twitter）上發佈了首條活動相關訊息，並推出了參與的音樂作品。當天日本時間晚上9點，她進行了首次YouTube直播。 。
Lunlun進行《8號出口》的遊戲實況時因為遊戲中的恐怖情節而大聲哭泣，這一幕引起了網絡媒體《ITmedia》的關注並進行了專題報導。
2024年9月，AYAKAKI的成員擔任了於東京都明治神宮外苑和聖德紀念繪畫館舉行的活動「TOKYO LIGHTS」的代言人。Lunlun也作為其中一員被選中，並於9月12日與成員綺沙良一同出演了該活動的預開幕活動。。
Lunlun經常在YouTube上直播聊天、 遊戲實況 、閱讀文章和唱歌等活動。
Lunlun有時會與AYAKAKI的其他成員會在YouTube上一起進行發行和宣傳活動。

### 音樂
Lunlun透過投稿翻唱、直播及製作音樂作品，進行音樂活動。。
2024年6月22日，在Lunlun開始以虛擬YouTuber的身份活動的當天，參與了AYAKAKI的出道曲的演唱。。
在首次直播的6月22日當天，Lunlun公開由自己作詞的饒舌歌曲《MORE and MORE》的一部分。該曲目於隔日重新上傳，並於7月19日進行數位發行。這首歌曲採用sunflu的節奏，呈現出如詩朗誦般的饒舌風格。
此外，在首次直播的6月22日，AYAKAKI舉辦了由各成員輪流接力投稿翻唱影片的企劃，Lunlun則翻唱了amazarashi的《星光》。
另一方面，Lunlun對自己的歌唱沒有自信，在《日經娛樂》2024年10月的採訪中，她表示「我覺得自己唱得不好」和「我只想著要追上團隊的大家」。

## 評價
由於Lunlun以非人型動物TVuber的形象登場而受到矚目，因此在活動初期頻道訂閱人數迅速增加。
美學者難波優輝在2024年撰寫了關於將VTuber當作玩具來看待的專欄，並提到了Lunlun。他批評像是「想捏碎」、「想要打她」等戲弄性評論，認為這只會導致對直播主帶來恐懼和不快。
LunLun的翻唱作品《星光》受到了多位專家的好評。KAI-YOU的撰稿人古月表示：「由於Lunlun用可愛且充滿活力的歌聲演唱，使得這首歌比原曲更具有希望感，讓人感受到被她的笑容帶領向前的感覺」。此外，MoguLive的撰稿人たまごまご將其選為連載事欄《這部影片很厲害！本週推薦的VTuber影片》中的一部作品。 並對這首翻唱與原曲的不同之處給予高度關注，並評論道：「Lunlun以不失自身身份特質的方式完美地詮釋了這首作品，讓我們聽見了一個全新詮釋的《星光》」。

## 出演
- 「TOKYO LIGHTS 2024」（2024年9月14日 - 2024年9月16日、明治神宮外苑 聖徳記念絵画館／明治神宮外苑軟式球場）[19][23]

## 音樂作品
- （2024年6月24日）[1][21]
- 「More and More」（2024年7月19日）[8][24]